# Delta Cassiopeiae
Delta Cassiopeiae (δ Cas, δ Cassiopeiae/37 Cas, 37 Cassiopeiae), chiamata anche Ksora o Ruchbah (AFI: /ˈrukba/), è la quarta stella più luminosa della costellazione di Cassiopea
Si trova a poco meno di 100 anni luce, e nel 1669 fu utilizzata per le sue misurazioni da Jean Picard, che fu il primo ad utilizzare il telescopio per studi geodesici.

## Osservazione
Si tratta di una stella situata nell'emisfero celeste boreale. La sua posizione è fortemente boreale e ciò comporta che la stella sia osservabile prevalentemente dall'emisfero nord, dove si presenta circumpolare anche da gran parte delle regioni temperate; dall'emisfero sud la sua visibilità è invece limitata alle regioni temperate inferiori e alla fascia tropicale. Essendo di magnitudine 2,66, può essere scorta anche dai piccoli e medi centri urbani moderatamente affetti da inquinamento luminoso.
Il periodo migliore per la sua osservazione, dove nell'emisfero nord si presenta alta nel cielo nelle prime ore serali, è durante l'autunno boreale, mentre nell'emisfero australe la sua visibilità è limitata ai mesi primaverili, da settembre a dicembre.

## Caratteristiche fisiche
Ksora è una stella gigante di tipo spettrale A5III-IV, con una temperatura superficiale di 8400 K.
Nonostante abbia un raggio "solo" 4 volte quello solare, è considerata gigante dato che ha abbandonato la sequenza principale, avendo terminato la fusione dell'idrogeno nel suo nucleo; con un'età di 600 milioni di anni è entrata nella fase finale della sua esistenza ed entro una decina di milioni di anni la stella diventerà una gigante vera e propria anche in quanto a dimensioni.
La sua massa è 2,5 volte quella del Sole, la sua luminosità 63 volte maggiore.
La stella è anche una binaria a eclisse visto che una compagna, della quale poco si conosce, la occulta parzialmente ogni 759 giorni, causando una variazione di luminosità da magnitudine +2,68 a + 2,76.
Possiede un moto proprio che rivela l'appartenenza della stella alla Corrente delle Iadi, nel Toro.